# ネビキグサ
ネビキグサ Machaerina rubiginosa は、針状の細長い葉を持つイネ目カヤツリグサ科ネビキグサ属の植物である。アンペライとも言う（同科アンペラ属（Lepironia）で、むしろ (いわゆるアンペラ)の材料とするアンペラ（Lepironia mucronata）とは別種）。

## 概説
ネビキグサは湿地に生え、その葉は円柱形で直立し、先端は鈍く尖っている。つまり泥の中から多数の長大な針が立ち並んだ姿の植物である。このようなものはイグサ科のイグサやホソイ、カヤツリグサ科のフトイ、ホタルイ、カンガレイなど非常に多くの例があるが、それらの場合、多くは針状に突き立つのは茎であり、真の葉は鞘状に退化している。あるいは途中に花序が出るものではそれ以下が花茎で、それより上に続く部分は苞が変化したものである。それに対して、本種では針状に突き立つのはすべて真の葉であり、茎ではない。花茎はあるが、この種の場合には葉と見間違うような姿は取っていない。日本では南部地域に生じるが、どこでも普通に見られるものではない。名称等には混乱が見られる。本種は時に泥炭湿地を形成し、浮島を作ることがある。

## 特徴
常緑性の多年生草本。草丈は60-100cm、花茎が葉よりやや高くなる。根茎から多数の根出葉を立てる。地下には横に走る長い匍匐茎があり、その表面は鱗片状の鞘に覆われる。葉はほとんどが根出葉で、束になって出て、円柱形から多少左右に扁平となっており、葉幅は3-4mm、表面は滑らかで光沢があり、先端は鈍く尖っている。葉の基部には鞘があり、その先端は斜めに切られたような形になっている。また花茎の途中にも茎葉が1つあり、これは基部の鞘の部分が長く、先端は斜めに切れたようになっている。
花期は7-10月。花茎は葉の束の中から出る。花序は全体としては円錐花序をなし、花茎の上半部に3-5個の分花序が着く。それぞれの分花序の基部には苞があり、茎葉のようで葉身は刺状になっている。個々の分花序は5-8個の小穂からなっており、その長さは1-1.5cmある。分花序の柄は扁平になっている。小穂は赤褐色で鱗片が約10枚折り重なっており、そこに花が6-7個含まれている。鱗片は卵形で長さ5-6mm、繊維状の毛が多い。特に縁に毛が多く、先端は鋭く尖る。花は両性花で雄しべが3本あり、雌しべの先端は3つに裂けている。花被片やそれに由来する刺毛などはない。痩果は倒卵形で長さ3mm。断面は鈍い3稜形で光沢があり、花柱の基部は僅かに盛り上がるがほぼ平坦で、そこに毛が密生しており、この部分は花後も残る。
ただ、これらの記述に関して、出典の間に様々な違いがあり、記載が一定していない。例えば葉の見てくれについて星野他(2011)は「光沢があり、平滑」とあるのに対して大橋他編(2015)は「平滑、粉白緑色で光沢がない」と平滑以外はずいぶん異なったことが書いてある。遡ると『粉白緑で光沢なし』は佐竹他編(1982)から引き継いでいるらしい。また葉先の形については星野他(2011)も大橋他編(2015)も記述がなく、この点も奇妙であるが、北村他(1998)は上記の葉質の問題には触れない一方で葉先は「鈍い」とある。これに対して角野(1994)は「先端が鋭頭」と鋭く尖る風に記してあり、これまた咬み合わない。こんな風に書籍ごとに各所で記載が咬み合わない、それも表現の違い以上の点で食い違う例は珍しいと思われる。本記事の記載はそのような咬み合わない部分をある程度避けてまとめたものである。

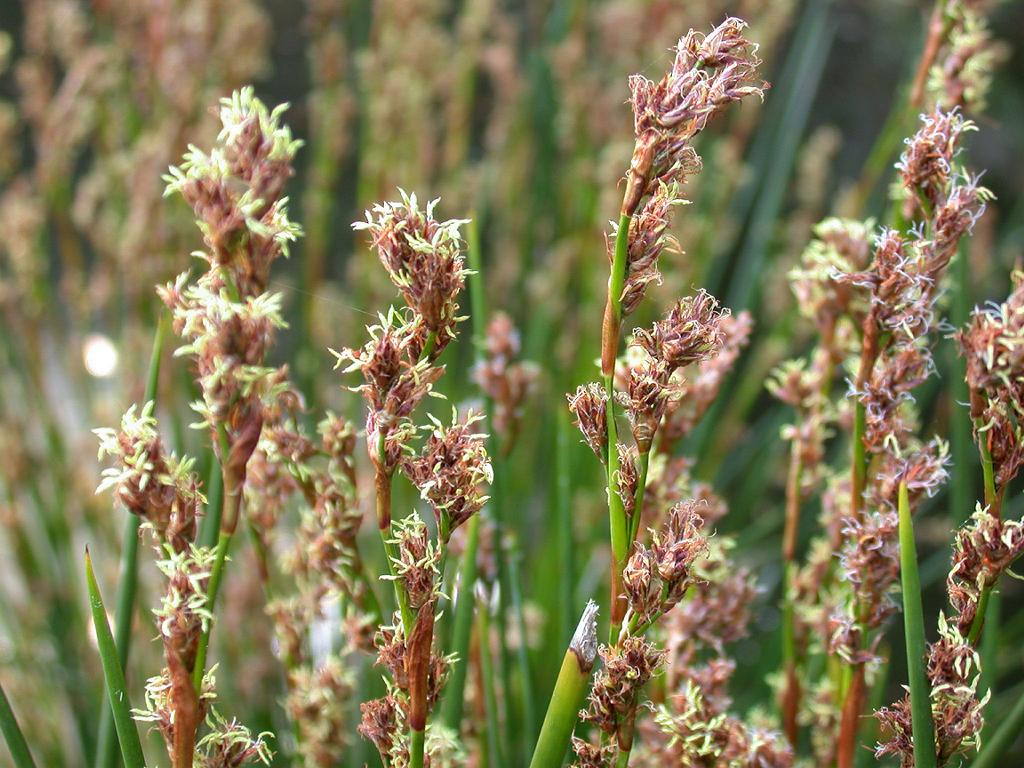
花序の様子
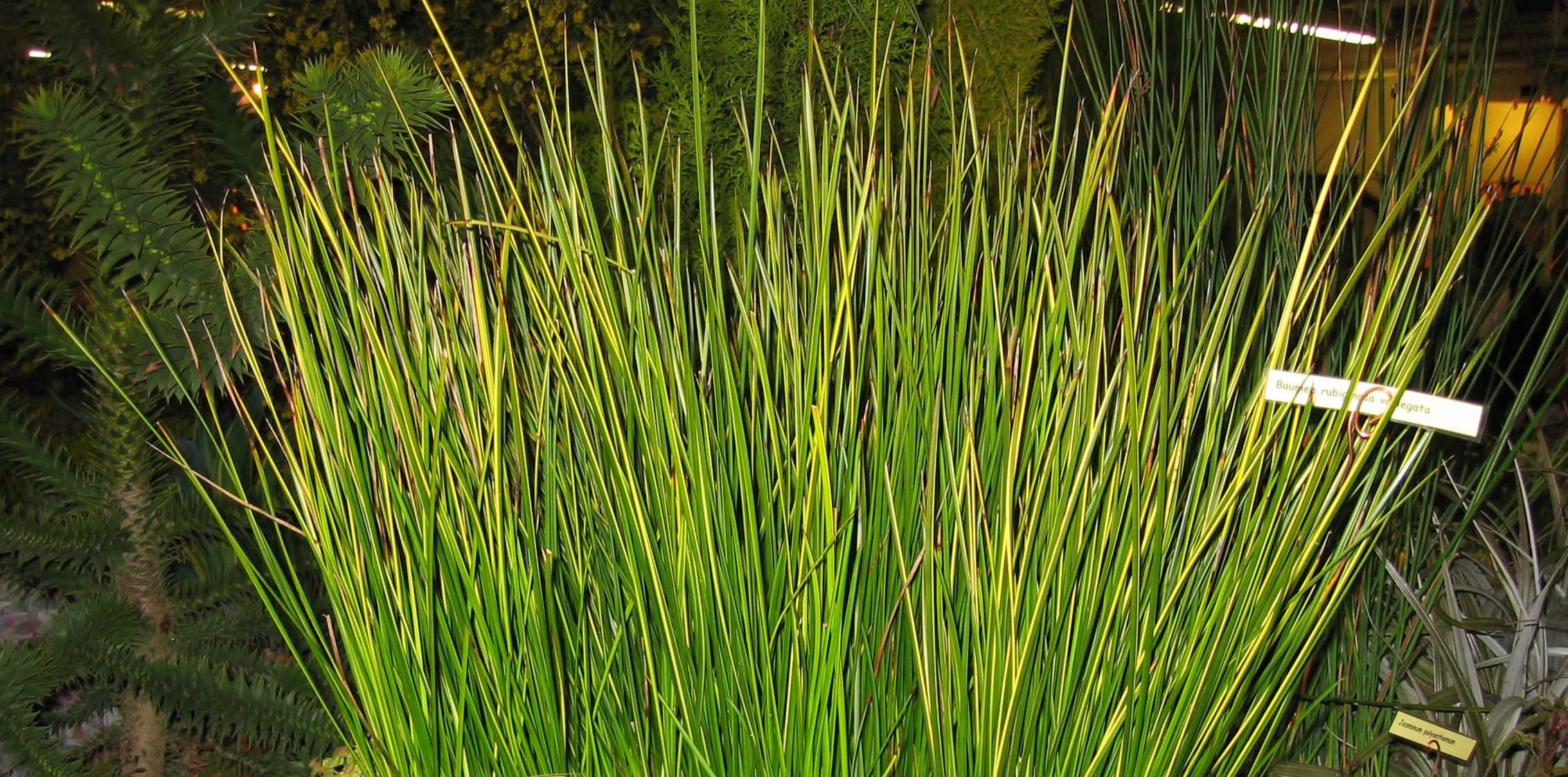
一面に並んだ葉

### 名称

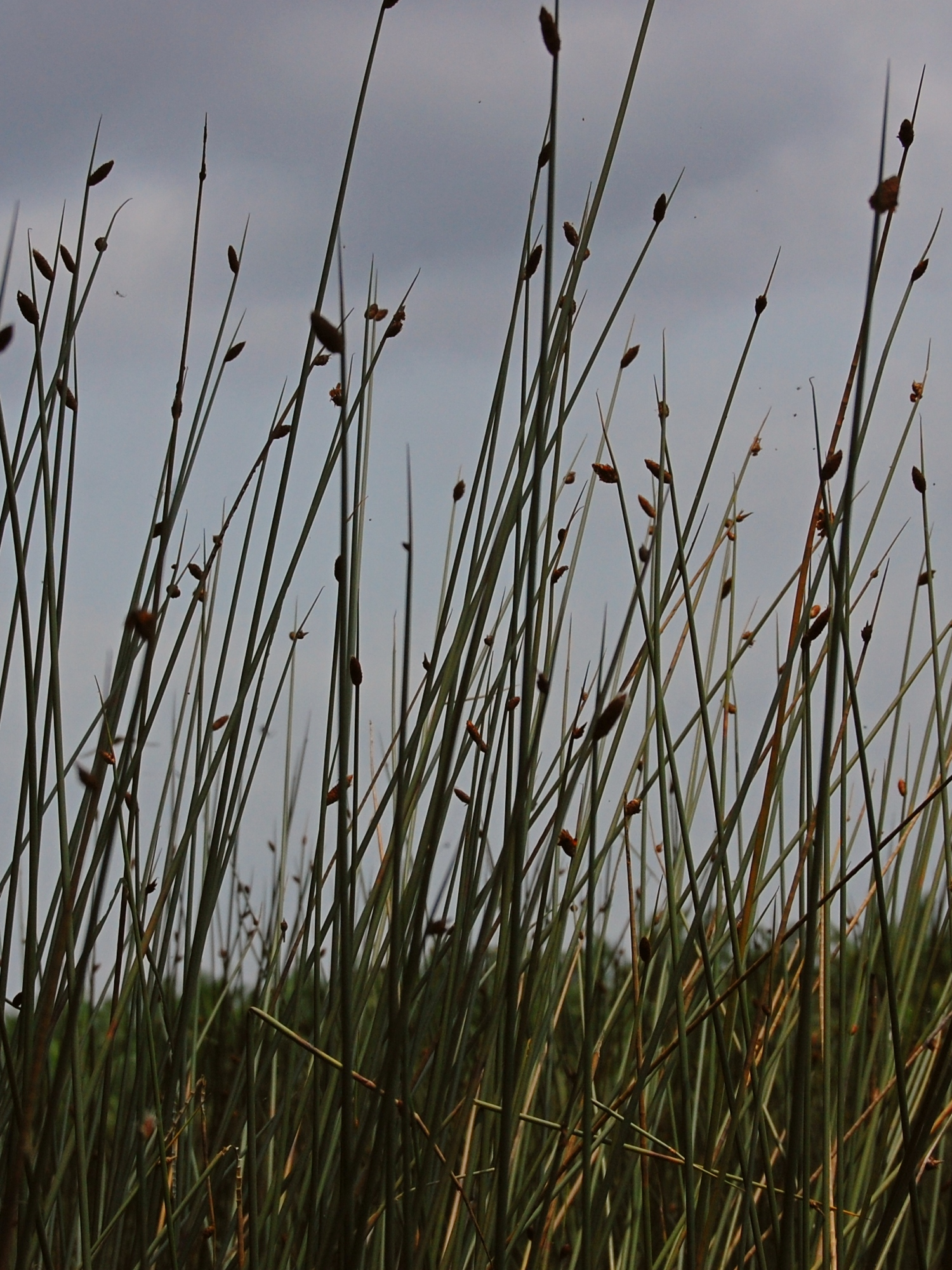
アンペラ
Lepironia articulata

従来から用いられた名はアンペライであったらしい。この名は別属のアンペラ Lepironia articulata にちなんだもので、日本では普通に見られるものではないが、砂糖を入れるアンペラ袋として用いられたり粗い菰を作って使用されたりしたことから名が知られていたようである。
これに対してネビキグサが後に作られ、その名の意味は『長い根茎を引く草』とのことである。この名は牧野富太郎によるもののようで、牧野の昭和15年の版には『ねびきぐさ』を標準に、別名には『あんぺらゐ、ひらすげ』を示しており、従来の名は『あんぺらうゐ』なのだが形も違う別種であるアンペラと紛らわしいので『ねびきぐさ』を採るとしてあり、名の意味として『株ヲ引ケバ長キ横走匍匐枝出ヅ』ることから、としている。さらにヒラスゲの名は偏スゲで、葉鞘部が扁平であることによるという。小山(1997)では『アンペラ属と混同しやすいので』と牧野がつけた旨が明記されている。
なお、このどちらを標準和名とするかに関しても問題があるようで、星野他(2011)はアンペライを、大橋他編(2015)はネビキグサの方を採用しており、ついでに属名もそれぞれ種名に合わせている。さかのぼると佐竹他編(1982)、初島(1975)はアンペライ、北村他(1998)、小山(1977)、角野(1994)はネビキグサを、という風でかなり伯仲している。大橋他編(2015)は佐竹他編(1982)の後継書であるが、先代がアンペライを採っているのに対してネビキグサを選んでおり、先代の判断から寝返ったらしい。
本記事ではYListに合わせて頭記の名を取った。ただしYListでは同属の M. glomerata の和名をヒラアンペライとしており、この種には他に異名はないようなので、統一性という意味では少々変である。

## 分布と生育環境

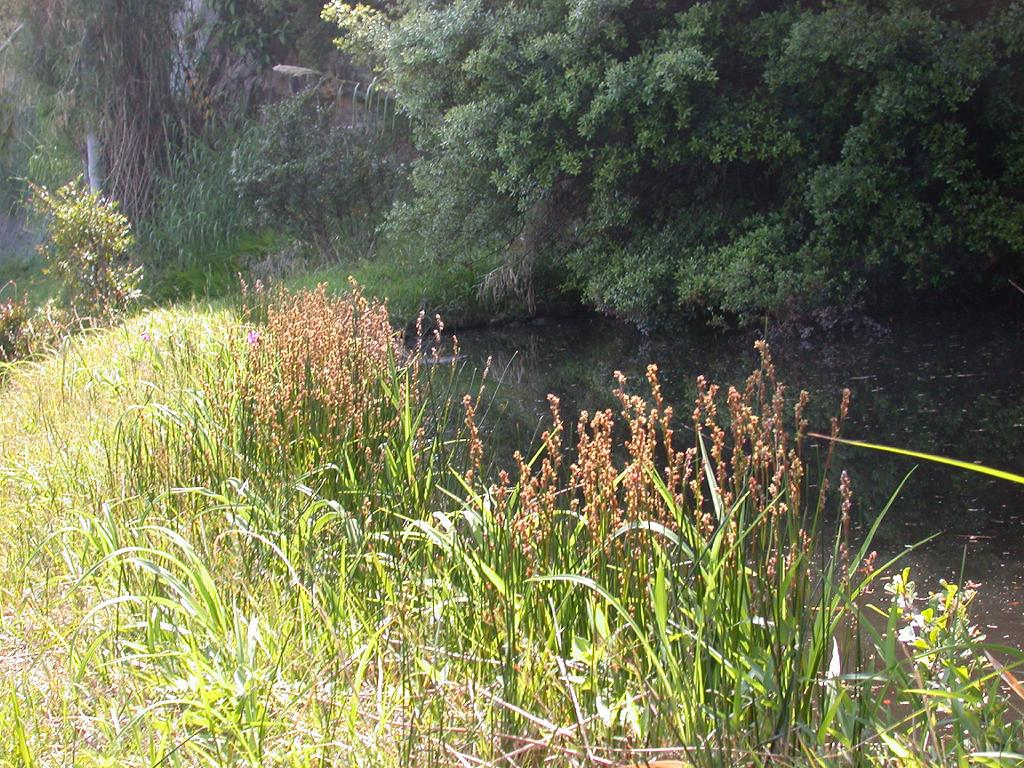
ため池の縁にできた群落

日本では本州の東海地方から南西に琉球列島までと小笠原諸島に産し、さらに国外ではインド、スリランカ、インドネシア、オーストラリアまで分布する。
日当たりのよい海岸の湿地に生える。分布域はそれなりに広いが、どこにでもあるというものではなく、角野(1994)は「全般に稀な植物」であるが、地域によっては多く、時に大群落を作る、としている。なお、海岸性ではあるが、これは干潟や砂浜ではなく、淡水がその主たる生育環境である。角野(1994)は「湖沼やため池」とその生育環境を記している。抽水性から湿性の植物で、つまり水中の底に根を下ろして茎や葉を水面から抜き出すか、あるいは湿った地面に生える。
ニューギニアでは標高1000mから3000mまでの地域に泥炭湿地を含む森林や草原が成立しているが、そのような場所の草原には幾つかのタイプがあり、背の高いイネ科草原おいてはヨシの1種 Phragmites karkar がその中心となり、本種はそこに付随してみられる重要な要素の一つとなっている。またカヤツリグサ科草原にも幾つか型があるが、本種はそのどれにおいても重要な構成要素となる。

### 泥炭形成に関して
鹿児島県の藺牟田池では温暖な地域であるにもかかわらず浮島が形成されているが、この浮島を形成しているのがヨシやフトイと共に本種が多く関与している。本種が浮島や泥炭を形成しうることを示す点でも重要なものとされている。
ただし似た例が国外にはあり、上記のようにニューギニアの高地では湿地性の草原などで本種が関わる泥炭湿地の形成が見られる他、Wanghi-Baiyer 分水界の池の周辺部では本種が純群落の形で繁茂し、時に浮島の形で水面に広がり、高さ0.5-1m、広さ数mにも達する。

## 分類・類似種など
本種の属するネビキグサ属には日本にもう2種が記録されている。その1つ、小笠原産のムニンアンペライ M. nipponensis は本種よりやや小柄であるだけでそれ以外はほぼ変わらない。この種に関しては大橋他編(2015)は取り上げておらず、YListもこの名を本種のシノニムとして扱っている。つまり分ける必要は無いとの判断である。
もう1種はやはり小笠原諸島産のヒラアンペライ M. glomerata で、この種は多数の葉が重なり合って出て、それが左右から扁平となっている点で本種とは全く異なる。またこの種は湿地ではなく、乾燥した林内に生える。
イグサ科やカヤツリグサ科には多数の緑で針状の構造を湿地で地表から林立させる植物は数多く、イグサやホタルイはそれがいずれも円柱状である点で本種と同様である。しかしこれらは、例えばイグサやホタルイは先の尖った円柱の構造の、上の方の途中から横向けに花序をつけるものだが、つまり花序が着くからにはそれは茎である。花序より上は一見ではそれより下から滑らかに続いているが、実は花序の基部の総苞が茎の延長に見える形になっているものである。その点、本種の場合には緑の針状の構造は根出葉であり、花茎は別に出る。日本ではこのようなものは他になく、その点を確認すれば本種と判断できる。

## 保護の状況
環境省のレッドデータブックには取り上げられていない。都府県別では東京都、大阪府、兵庫県など7つの地域で指定がある。湿地の植物であり、環境破壊による自生地の減少が懸念されている。

## 利害
具体的なものは聞かない。近年のビオトープブームで庭で育てる水草の1つとして売買されているのはネット上に見られる。